# Høl
Høl – miasto w Danii, w regionie Dania Południowa, w gminie Vejle.